# Song for a Dream
Singles de Indochine
Station 13
(2018) Karma Girls
(2019)
Song for a Dream est une chanson du groupe de musique français Indochine. Il s'agit du quatrième single du treizième album du groupe, 13
Contrairement aux autres singles de l'album, son clip sort en même temps que l'envoi en radio, soit le 13 septembre 2018, soit 1 an et 5 jours après la sortie de l'album.
La chanson évoque la recherche d’un idéal. Le clip a été tourné au Chili.

## Clip
Un jeune couple fuit la ville ; à la suite de la défaillance de leur voiture, ils errent au pied de la Cordillère des Andes, à la recherche d'un lieu où faire grandir leur enfant à naître.

## Liste des supports
CD single (promo)
1. Song for a Dream (Radio Edit) - 4:24

CD maxi, 33 tours, cassette
1. Song for a Dream (Version album) - 5:33
2. Song for a Dream (Radio Edit) - 4:24
3. Song for a Dream (Version acoustique) - 5:07
4. Song for a Dream (Version instrumentale) - 5:33

## Classements hebdomadaires
| Classement (2018)                       | Meilleure position |
| --------------------------------------- | ------------------ |
| Belgique (Wallonie Ultratop 50 Singles) | 45                 |
| France (SNEP - Ventes hors streaming)   | 2                  |